# Середній Майдан (Вижницький район)
Сере́дній Майда́н — село у Вижницькій міській громаді Вижницького району Чернівецької області України.

## Історія
З 1991 року село в складі незалежної України.
16 вересня 2016 року шляхом об'єднання сільських рада, село увійшло до складу Вижницької міської громади, до цього органом місцевого самоврядування була Міліївська сільська рада.

## Населення
Згідно з переписом УРСР 1989 року чисельність наявного населення села становила 190 осіб, з яких 91 чоловік та 99 жінок.
За переписом населення України 2001 року в селі мешкали ▲193 особи. 100 % населення вказало своєю рідною мовою українську мову.
У 2022 році кількість населення не змінилася і становила ▬193 особи.

## Світлини

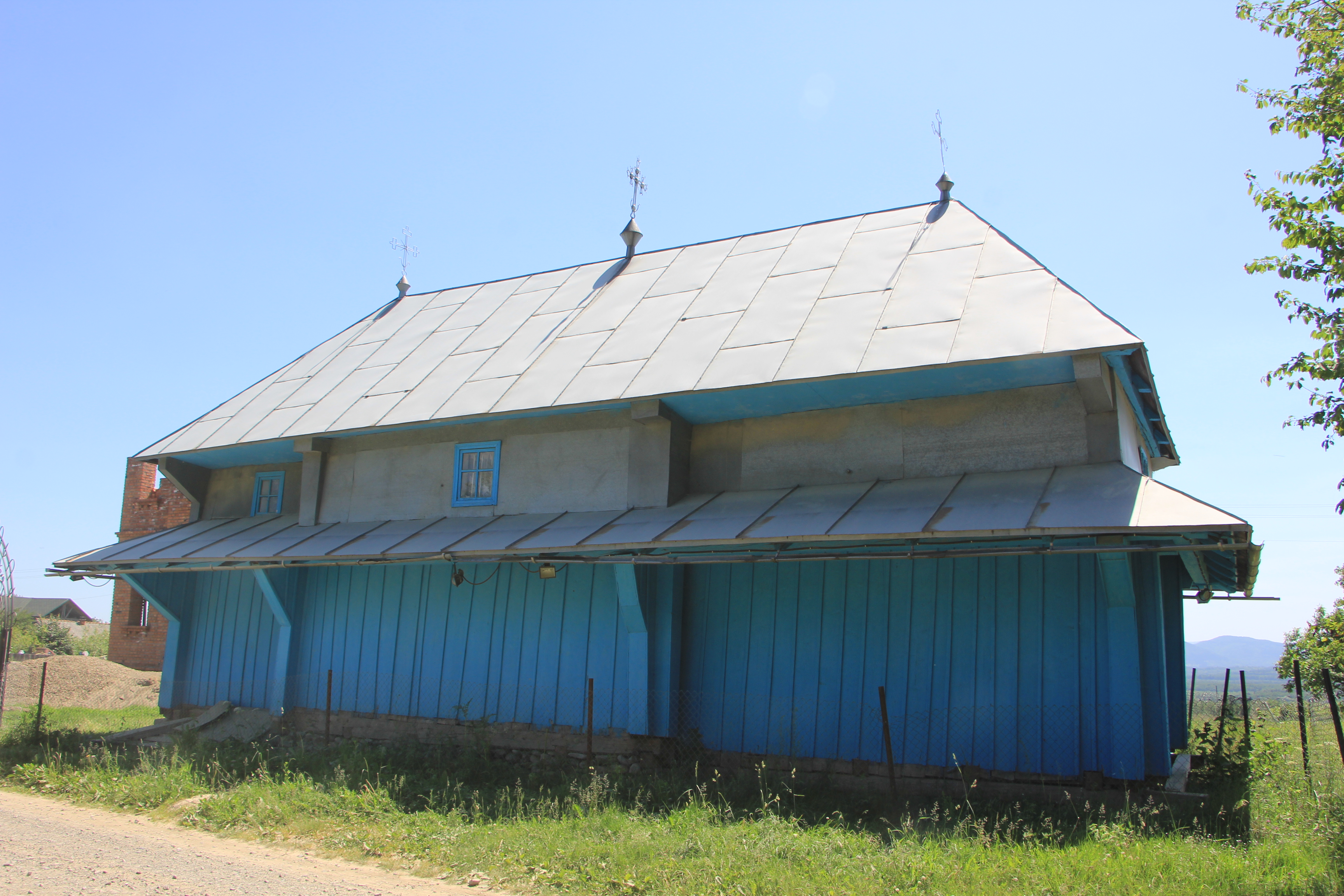
Дерев'яна церква Св. Дмитра XVIII ст с. Середній Майдан
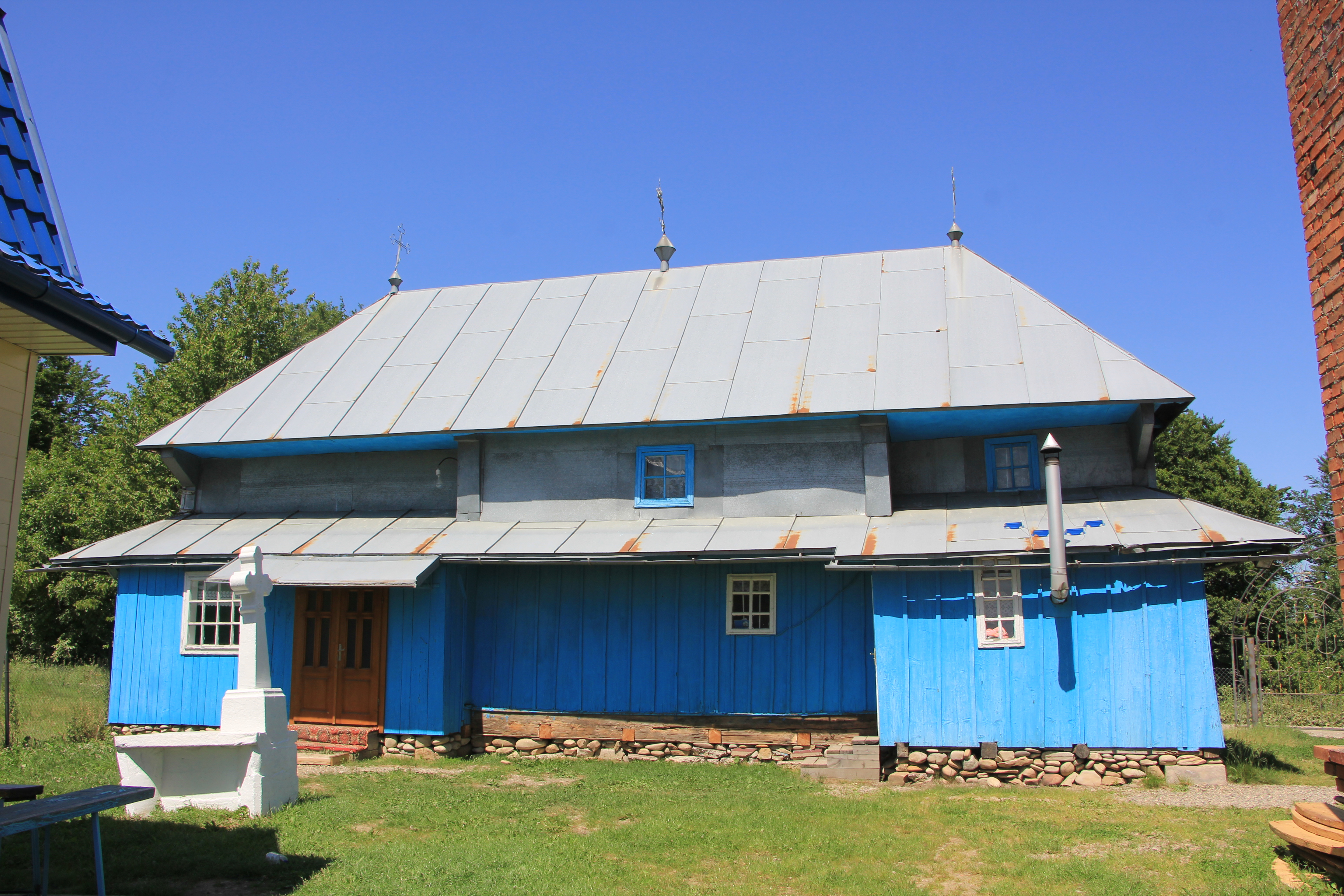
Дерев'яна церква Св. Дмитра XVIII ст с. Середній Майдан